# Creobroter meleagris
Creobroter meleagris  (лат.) — крупное хищное насекомое семейства Hymenopodidae. Обитает в Азии, встречается на территории Индии. Одна из наиболее красиво окрашенных разновидностей богомолов. Взрослая особь достигает в длину до 5 см. Прячется на цветках и в листве кустарников, подкарауливая насекомых, собирающих нектар.